# Daphnandra tenuipes
Daphnandra tenuipes är en tvåhjärtbladig växtart som beskrevs av Janet Russell Perkins. Daphnandra tenuipes ingår i släktet Daphnandra och familjen Atherospermataceae. Inga underarter finns listade i Catalogue of Life.